# ورلو (بلغارستان)
ورلو (به بلغاری: Vrelo) یک منطقهٔ مسکونی در بلغارستان است که در شهرستان مومچیلگراد واقع شده‌است.